# Veghel

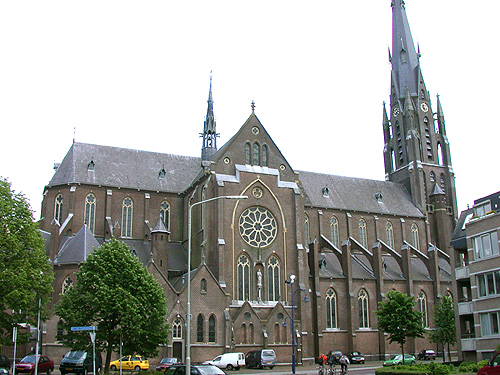
Nhà thờ St Lambert

Veghel (pronounced [ˈvɛɣəl]ⓘ) là một đô thị và thị xã ở phía nam Hà Lan.
Từ năm 1994, Veghel và làng kề bên Erp đã được hợp nhất để lập đô thị đơn nhất. 
Veghel kết nghĩa với Goch ở Đức.

## Các trung tâm dân cư
- Boerdonk
- Eerde (North Brabant)
- Erp
- Keldonk
- Mariaheide
- Veghel
- Zijtaart